# Vévodský palác Guastalla

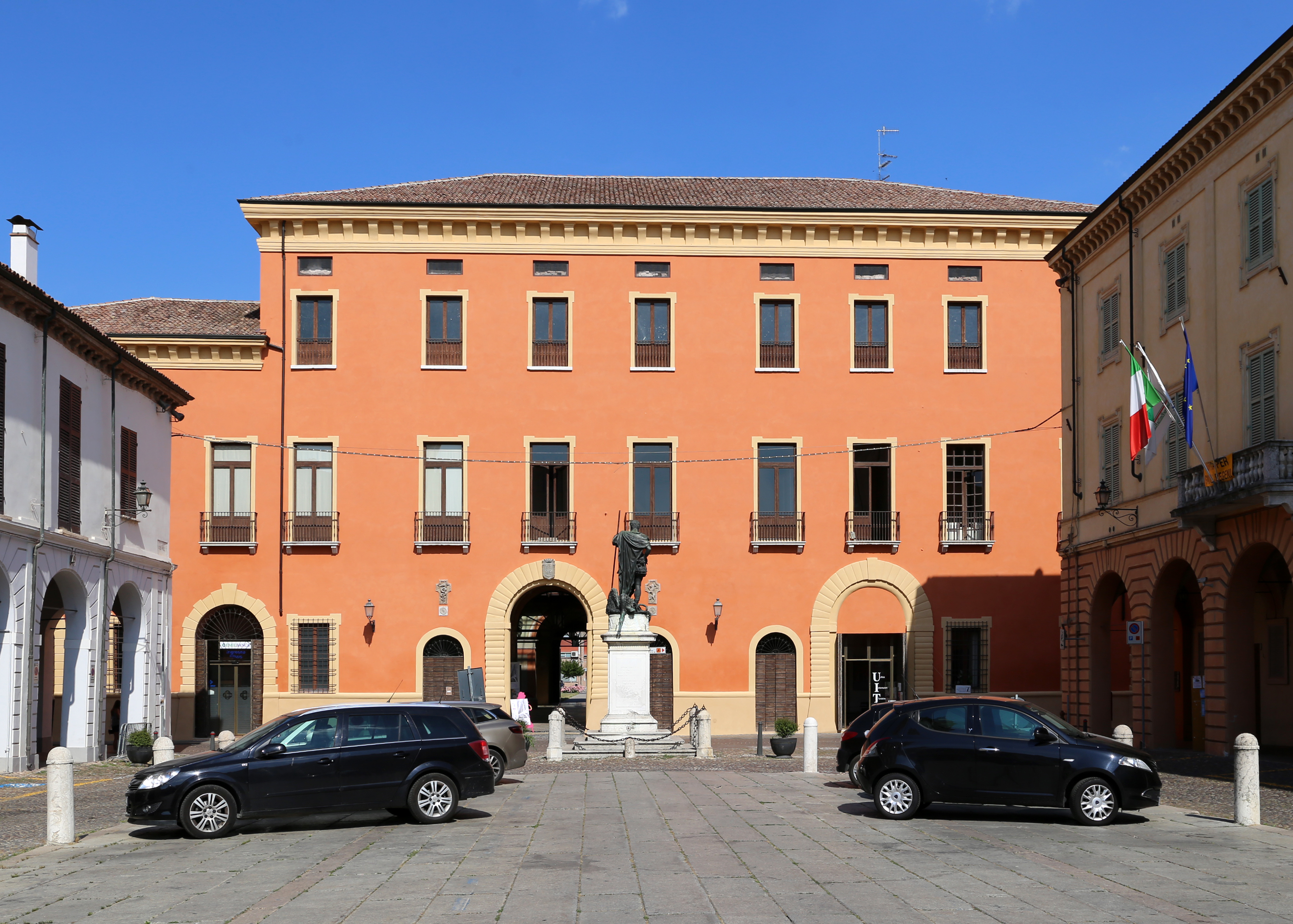
Vévodský palác Guastalla

Vévodský palác Guastalla (Palazzo Ducale di Guastalla or Palazzo Gonzaga di Guastalla) je městský renesanční palác ve městě Guastalla, obci v provincii Reggio Emilia v regionu Emilia-Romagna v Itálii.
Byl postaven na místě paláce rodiny Conti Torelli z 15. století. V 16. století jej přestavěl Francesco Capriana, na základě pověření hraběte z Guastally, Caesara I. Gonzagy. Po léta opomíjený, v současnosti je městským muzeem. Obsahuje umělecká díla ze starověkých římských hřbitovů, obrazy z odsvěcených kaplí a oratoří a také exponát moderního malíře akvarelu Maria Bolzoniho.